# Magyarország vízi közlekedése

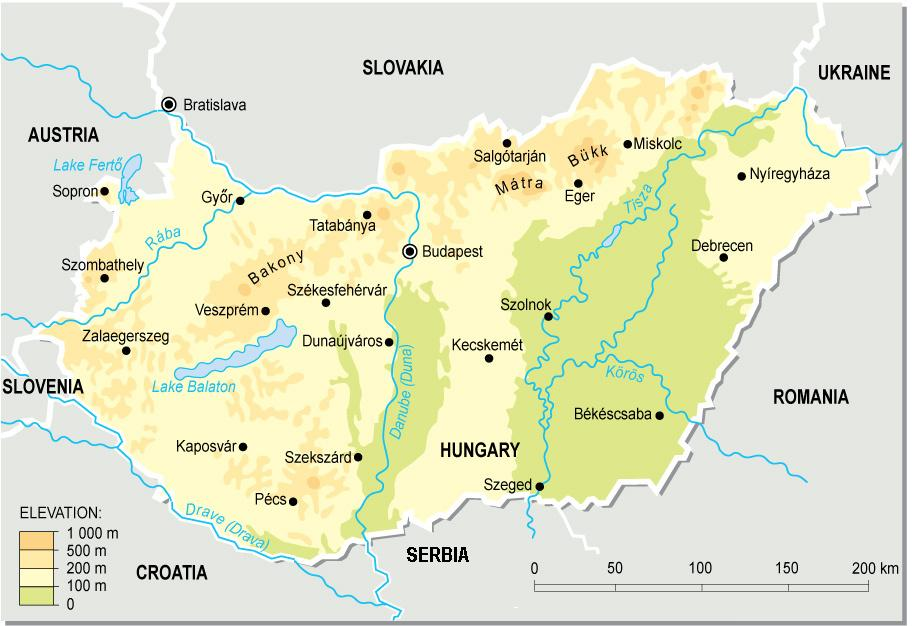
Magyarország domborzati térképe

## Földrajzi adottságok
Belvízi hajóinkkal a Duna-delta (Fekete-tenger) és a Rajna torkolat (Északi-tenger) kikötőibe tudunk szállítmányokat eljuttatni. A Duna-Majna-Rajna vízi út rendszer teljes hajózható hossza Rotterdamtól Szulináig 3505 km. Hazánk kiváló közlekedés-földrajzi helyzetét mi sem bizonyítja jobban, mint az a tény, hogy ennek a transzkontinentális vízi útnak a földrajzi közepe Dunaalmásnál, az 1752,5 dunai folyamkilométernél van.
Adott az elvi lehetősége annak, hogy a Duna-Majna-Rajna vízi úthoz csatlakozó folyók, csatornák – az ENSZ EGB 2,5 m-es merülési norma betartásával – bekapcsolhatók legyenek vízi járműveink közlekedési útvonalába. Európában a hajózható vízi úthálózat teljes hossza eléri a 25 000 km-t.
Magyarország nagyhajózásra alkalmas vízi útjainak hossza körülbelül 1600 km. Ennek 85%-a állandóan, 15%-a időszakosan hajózható. A vízi úthálózat hosszának 53%-a a Duna vízgyűjtő területéhez, 47%-a pedig a Tiszáéhoz tartozik.
A Duna és a Tisza nagyjából párhuzamosak egymással és az ország területén nincsenek összeköttetésben. Az ország területén kívül is csak jelentős időveszteséggel lehet az egyik folyórendszerből a másikba átjutni. Ezt a problémát hívatott megoldani a Duna–Tisza-csatorna tervezése. A csatorna ügye több száz éve vajúdik. Három nyomvonalváltozatra készültek tervek, azonban pénzhiány miatt nem került kivitelezésre a létesítmény.
További hátrányt jelent a hajózás szempontjából, hogy a Duna és a Tisza vízrendszerén belül a vízi út méretei nem egységesek, valamint az, hogy a két folyó vonala nem követi az áruáramlás K-Ny-i (az Északi- és a Dunántúli-középhegység iparvidékeit Budapesttel összekötő) főirányait, hanem arra merőleges közlekedést tesznek lehetővé. Előnyösek azonban a természeti tényezők vízi utak létesítéséhez, mivel vízfolyásainkon nincsenek nagyesésű szakaszok, közöttük nem jellemzőek nagy orográfiai akadályok.

## A Duna magyarországi szakaszai
Rajka – Gönyű szakasz: a Felső-Duna egyik legnehezebben hajózható része. A már lépcsőzéssel optimálisra javított strudeni sziklás meder és a vaskapui zuhatag után ezen a szakaszon képződtek (és képződnek ma is) jelentős hajózási akadályok. A főmeder számos mellékágra oszlik, közöttük hordalékból képződött szigetek, zátonyok helyezkednek el. A Duna itt építette az Alpokból lehordott üledékekből hordalékkúpját, vagyis itt változik a folyó szakaszjellege feltöltővé (alsószakasz-jellegűvé). A hordalékban gazdag víz lelassul, a kritikus sebességet elérve hordalékát lerakja, aminek jelentős része a főmederben halmozódik fel, csökkentve ezzel a hajóút keresztmetszetét. A meder állékonysága kicsi, így a hajóútra a folyamatos változás és a gázlók kialakulása jellemző.
Gönyü – Ipoly-torkolat közötti szakasz: a Duna Bizottság Ajánlásában (DBA) leírt mederméretek egy-két gázlós hely időszakos feltöltődésétől és hajóútszűkületeitől eltekintve biztosítottak.
Ipoly-torkolat – Dunaföldvár közötti szakasz: a dömösi és budafoki sziklagázlók szűk keresztmetszetet alkotnak, ezért ezeken a helyeken folyamatos szabályozási és sziklarobbantási munkák folynak. A végleges rendezést az adonyi vízlépcső megvalósulása jelenthetné (ezt feltehetően meg sem merik említeni a műszakiak a nagyközönség előtt).
Dunaföldvár – déli országhatár közötti szakasz: a meder egyes szűkületektől eltekintve a hajózás (DBA) követelményeinek megfelel.

## A Sió
A Sió csatorna balatoni vízszintet szabályozza és vízi összeköttetést biztosít a Balaton és a Duna között. A Sió csatorna és a Balaton összeköttetését a siófoki hajózsilip teremti meg, a dunai csatlakozás a torkolati mű hajózsilipén valósul meg. A csatorna három szakaszra osztható:
- Siófok – Kapos torkolat: csak időszakosan, a balatoni vízeresztés időszaka alatt hajózható. Szélessége: 18–20 m, vízmélysége: 1,8-2,6 m. Hajóforgalma a Balatonfüredi Hajógyár termelésének visszaesése óta jelentősen csökkent.
- Kapos torkolat – Szekszárd: a mellékvízfolyások vízhozamától függően vízeresztés nélkül is megfelelő mélységű és tartósságú vízi út alakul ki, de a hajózás ezen a szakaszon is alapvetően a balatoni vízeresztéstől függ.
- Szekszárd – Duna közötti szakasz: állandóan hajózható, IV. kategóriájú szakasz. A torkolati mű – Duna közötti szabad folyású szakaszon a Duna visszaduzzasztó hatása biztosít kedvező hajóútméreteket.

## A Duna mellékfolyói
Mosoni- (Győri-) Duna-ág: a 125 km hosszú ág szinte teljes hosszában Magyarország területén húzódik. Medre kanyarogva bevágódó (középszakasz-jellegű).
Szentendrei-Duna-ág: a kanyarogva bevágódó medrű "Kis-Duna" a Dunakanyar-Budapest viszonylatú sétahajózás fő útvonala.
Ráckevei-Duna-ág: vízszintjét a Kvassay- és a tassi torkolati művekkel szabályozzák. A budapesti 650 cm (lánchídi mérce) feletti és 110 cm alatti vízállások idején a Kvassay-zsilipet lezárják. Ekkor a Duna-ágba be- és kihajózás az alsó tassi zsilipen keresztül lehetséges. A Duna-ág fejlesztését vízgazdálkodási, hajózási, és üdülési érdekek teszik szükségessé.

## A Tisza magyarországi szakasza
A folyó magyarországi hossza 600 km. Hajózhatóságát meghatározza a nyári alacsony vízállás és a téli fagy. A jég beállta és zajlása következtében létrejövő hajózási kényszerszünet átlagosan 75 napig (december 15-től március 5-ig) tart. A magas vízállás okozta hajózási szünet a Felső-Tiszán (Vásárosnaménynél) 3 nap, a déli országhatárnál pedig 20 napot is kitehet. A tiszai hajózási időszak 265-295 nap között változik. A folyó vízhozam-ingadozása rendkívül nagy, maximális értéke helyenként elérheti a 12 m-t.
Vásárosnamény – Dombrád-szakasz: EGB I. kategóriájú vízi út, mely kis kanyarulati sugarak, szűkületek, sekély gázlók miatt csak időszakosan hajózható. Alsó 17 km-én (Komoró – Dombrád között) a mederszabályozás hatására a hajózási viszonyok javultak, ez a szakasz megközelíti a II. kategóriát (kb. 235 napig 16 dm-es merülésű 400 t Z típusú önjáró uszályok teljes terheléssel közlekedhetnek rajta).

Dombrád – Tiszalök: a Dombrád és Tokaj közötti szakasz II. osztályú, partvédelmi munkákra, kis kanyarulati sugarú hajlatok rendezésére szorul. A Tokaj és Tiszalök közötti szakasz III. osztályú.
Tiszalök – Kisköre: lépcsőzött szakasz, IV. kategóriájú.
Kisköre – Szolnok: szabad folyású, II. kategóriájú szakasz, melyen sekély gázlók miatt merüléskorlátozások vannak érvényben. Itt a kényszerszünet 90 napra tehető.
Szolnok – Csongrád: III. osztályú vízi út. 7 helyen 300 m-nél kisebb kanyarulati sugár akadályozza a hajózást
Csongrád – déli országhatár: IV. osztályú vízi út. Az újbecsei vízlépcső duzzasztó hatása Csongrádig érvényesül. A IV. osztályú hajóútnál meghatározott Rmin = 650 m kanyarulati sugár hat kanyarulatban nem biztosított.

## A Tisza hajózásra alkalmas mellékfolyói
- Bodrog: esése kicsi, vízjárása nem heves, jégviszonyai kedvezőek. Magyarországi szakasza a tiszalöki vízlépcső visszaduzzasztása következtében III. kategóriájú. A duzzasztás hatására felső szakaszán az országhatár körzetében évről évre nagyobb a feliszapolódás.

- Körösök: a torkolati szakaszon megépült bökényi duzzasztómű és hajózsilip és a békésszentandrási vízlépcső hatására a Körösök III. és II. kategóriájú hajóutak.
- Maros: az újbecsei vízlépcső duzzasztóhatása miatt a torkolattól 15 km-ig I. osztályú, innen Makóig kishajózásra alkalmas.
- Keleti-főcsatorna: a tiszalöki vízlépcsőhöz kapcsolódó öntözőrendszer főcsatornája egyben nagyhajózásra alkalmas vízi út is. A 45. folyamkilométerig a II. kategória követelményeinek felel meg. Szelvénye csésze alakú, 18 m fenékszélességű, 33,5 m víztükör szélességű. Vízellátását a tiszavasvári zsilip szolgálja, mely egyben hajózsilip is.

## A Dráva
A hazánkban 143 km hosszban húzódó folyó nagy esésű és sok hordalékot szállít. Vízvár fölött medre vándorló és sekély, alatta azonban nagyhajózásra alkalmas. A szakaszon sok a gázló, és azok gyors változása akadályozza a hajózást.

## Lásd még
- Duna-Expressz projekt